# Цветные военные планы США
Цветные военные планы (от англ. Color Plans, color-coded plans) — в историографии общее название военно-стратегических планов, разработанных в США в начале XX века, и в промежутке между Первой и Второй мировыми войнами. Названия планам обычно давались по цветам, которыми обозначались потенциальные противники (самим США был отведён синий цвет):
- чёрный — Германия;
- оранжевый — Япония;
- красный — Великобритания;
- зелёный — Мексика.

Цветные названия были полуформальными, детальные варианты планов (а их, например, для Оранжевого плана были десятки) часто имели обозначения вроде англ. Navy WPL-13.
Цветные военные планы обычно не утверждались руководством США; до 1924 года они подписывались только самими планировщиками, затем министрами обороны (англ. Department of War) и военно-морского флота (англ. Department of the Navy). Единственное исключение — план Радуга 5 — в середине 1941 года был устно одобрен президентом Ф. Рузвельтом.

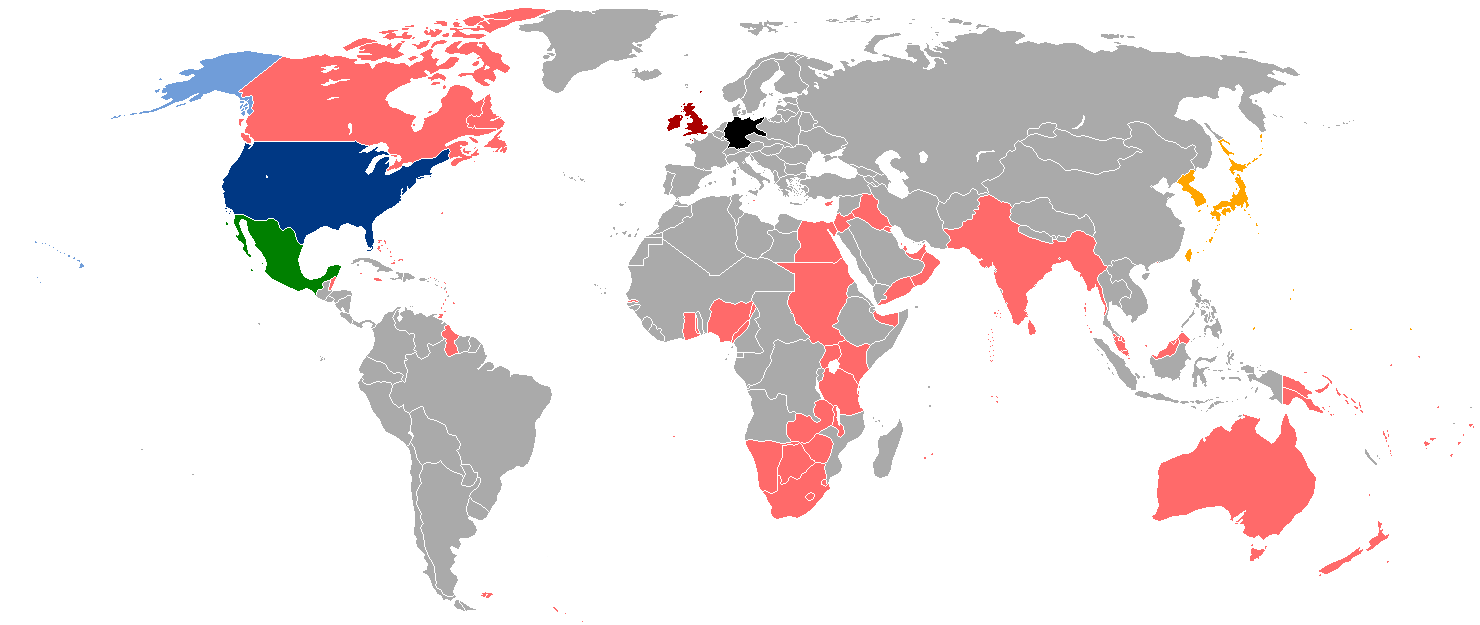
Потенциальные противники в цветных планах по состоянию на 1921 год

## Обстановка после Первой мировой войны
Американское военное планирование после Первой мировой войны в значительной степени определялось популярным среди американцев отрицанием войны, которое, казалось, нашло своё подтверждение в 1928 году, когда договор Келлога-Бриана закрепил отказ от войны в качестве орудия национальной политики. Военное планирование на европейском театре потому было крайне теоретическим, тем более, что в Европе единственным серьёзным соперником считалась Великобритания, но война с ней была маловероятной.
На Дальнем Востоке и Тихом океане, однако, между США и Японией сохранялись неразрешённые противоречия, позиция Японии к тому же существенно укрепилась в результате Первой мировой войны и заключённых по её завершении договоров. Например, в результате заключения Договора пяти держав в 1922 году США, Великобритания, Франция и Италия обязались не укреплять свои тихоокеанские владения. Потому американская стратегическая мысль в это время сосредотачивалась на возможном противодействии агрессии Японии против американских территорий или интересов на Тихом океане и Дальнем Востоке.
Ответственность за разработку планов совместных действий армии и флота нёс предшественник Объединённого комитета начальников штабов (КНШ), англ. Joint Board и его планирующий орган, англ. Joint Planning Committee.

## Красный и оранжевый планы

### Оранжевый план
Первым разработанным после Первой мировой войны планом стал Оранжевый (1921—1924 годы). План характеризовал стратегическое положение США на Тихом океане как невыгодное и выделил Японию как потенциального противника. Стратегической концепцией плана была «наступательная война, по преимуществу военно-морская», с задачей достижения как можно раньше превосходства американского военно-морского флота над японским. Поскольку единственной подходящей для этого базой на запад от Пёрл-Харбора был Манильский залив, план считал необходимым удерживать залив в случае войны и для этого при необходимости перебросить на Филиппины подкрепления, чтобы избежать захвата островов. На армию возлагалась задача удержания Манильского залива до подхода военно-морских сил, но основные усилия выпадали на флот. План не предусматривал высадки на Японских островах, победа планировалась с помощью изоляции Японии и ведения наступательных действий авиацией и флотом против военно-морских сил Японии и её экономики.
Оранжевый план оставался основой стратегического планирования США в течение пятнадцати лет. В него постепенно были включены многочисленные вариации и сценарии, включая и рассмотрения возможности внезапного нападения авиации Японии на Пёрл Харбор. План был обновлён по крайней мере шесть раз между 1924 и 1938 годами, в соответствии как с изменениями внутриполитической обстановки в Конгрессе США, так и внешнеполитической ситуации. За эти годы были разработаны детальные планы для армии и флота, график мобилизации, отдельные планы для войск на Филиппинах, Гавайях и в Панаме.
Однако этот очень тщательно разработанный план так и остался на бумаге, так как предполагал двустороннюю войну между США и Японией. Считалось, что ни у одной стороны не будет союзников и стороны не будут нападать на третьи страны; битвы потому будут целиком происходить на Тихом океане. На то время это были вполне разумные предположения, но стратеги тем не менее рассматривали и другие возможности: войну с Великобританией (Красный план) и одновременную войну с Великобританией и Японией (Красно-оранжевый план).

### Красный план
В отличие от оранжевого плана, «красный» план войны с Великобританией включал перевод основной части флота в Атлантический океан и масштабные наземные операции с целью предотвратить создание англичанами плацдарма в Западном полушарии. В частности, планировался захват Канады (которая, в свою очередь, имела план обороны от США, так называемая Оборонительная схема № 1 (англ. Defence Scheme No. 1)).

### Красно-оранжевый план
«Красно-оранжевый» план рассматривал совместные военные действия Великобритании и Японии, сценарий одновременной войны США на двух океанах с двумя морскими державами. Планирование включало возможный захват американских владений на тихоокеанском западе, нарушение доктрины Монро, атаки на Панамский канал и Гавайи, вторжение в собственно США. США не имели достаточно военно-морских сил для атакующих операций на обоих морских театрах войны, так что стратеги оказались перед выбором оборонительного подхода на обоих океанах или атакующей позиции на одном океане, и обороны — на другом. Выбор был сделал в пользу решительных атак в Атлантике и обороны на Тихом океане с минимальными силами. Это решение объяснялось тем, что основные жизненные интересы США были сосредоточены на востоке, в Европе, там же ожидался и главный удар враждебной коалиции, там же требовалось и сосредоточение американских сил.
Стратеги видели недостатки красно-оранжевого плана, сочетавшего атаку со стратегической обороной:
- свобода действий для противника с возможностью выбора им мест для нападения;
- неизбежность для США ожидания атак повсюду, с возможностью потери любой заморской территории;
- несовместимость оборонительной войны с духом и традициями американского народа.

Эти недостатки в глазах планирующих уравновешивались преимуществами:
- операции американских сил проводились вблизи своих баз, в то время как противник находился бы вдали от своих территорий и вынужден был бы поддерживать длинные линии коммуникаций;
- силы, которые США могли собрать для победы в Атлантике, могли представить такую последующую угрозу для Японии, что последняя могла бы пойти на мирные переговоры: «не исключено, что ситуация в конце сражения с красными окажется такой, что оранжевые, вместо продолжения войны на западе Тихого океана, уступят»[3].

## Изменение международной обстановки в 1930-е годы
Красно-оранжевый план не отражал практических условий международной обстановки 1920—1930-х годов. Штабисты указывали на это в своих планах: «в текущих условиях союз между красными и оранжевыми маловероятен» (в 1923 году), «крайне маловероятен» (в 1935 году). Однако условия красно-оранжевого плана заставляли планирующих всерьёз рассматривать ситуацию, в которой США будут вынуждены одновременно сражаться на двух океанских театрах военных действий, эта особенность плана пригодилась при подготовке военных планов второй мировой войны.
К 1937 году осмысленность предположений, положенных в основу оранжевого плана, стала весьма сомнительной. Антикоминтерновский пакт, в котором Япония обрела союзников в лице Германии и Италии, сделал двустороннюю войну между США и Японией весьма маловероятной, в то же время угроза прямой агрессии против третьих стран в Европе и Азии возросла в условиях политики умиротворения, проводимой Великобританией и Францией. КНШ выдал указание переработать оранжевый план, в котором предусматривалась бы боеготовность вдоль западного побережья США и в стратегическом треугольнике, образованном Аляской, Гавайями и Панамой. Указание также содержало требование рассмотреть различные варианты развития ситуации после достижения боеготовности, явно намекая на возможность для США оказаться вовлечёнными в европейский конфликт одновременно с атакующими действиями на Тихом океане. Однако, уже через две недели КНШ был извещён, что штабы отдельных родов войск не могут достичь согласия. Армия, рассматривая неопределённую ситуацию в Европе, не соглашалась на атакующие действия на Тихом океане и настаивала на чисто оборонительных операциях на этом театре. Утеря возможности защищать ключевые позиции в Западном полушарии в обмен на наступательные операции на Дальнем Востоке выглядела в глазах армейских штабистов глупой, они считали, что внутренняя политика и общественное мнение могут не поддержать наступательные операции на тихоокеанском ТВД. Планировщики военно-морского флота утверждали, что американская стратегия не может ограничиться обороной, и при начале войны производство может быть быстро расширено с тем, чтобы ресурсов оказалось достаточно как для обеспечения безопасности континентальных штатов, так и для наступления в западной части Тихого океана. По их мнению, если Япония получит помощь от Германии и Италии, то и США смогут рассчитывать на поддержку союзников (явно намекая на Великобританию, хотя «тип, размер и место такой поддержки не могут быть предсказаны»).
КНШ отреагировал на проблему, выдав новые инструкции 7 декабря 1937 года, которые задавали в качестве главной цели победу над Японией и требовали боеготовности на западном побережье и в стратегическом треугольнике. Поддержание этой боеготовности возлагалось на армию, оставляя военно-морскому флоту задачи атакующих операций против оранжевых сил и разрыв стратегических для оранжевой стороны морских коммуникаций. Однако, эти новые инструкции не помогли достичь согласия между стратегами армии и флота, поэтому новый оранжевый план был в конце концов согласован как компромисс между заместителями начальников штабов. После месячных переговоров, новый оранжевый план появился 18 февраля 1938 года. Он не только включал традиционную наступательную стратегию на Тихом океане, но и рассматривал возможность одновременного конфликта в Атлантике, новую черту для оранжевого плана. В случае войны с Японией, США вначале займутся приведением сил в боевую готовность и подготовкой наступления против Японии. Само же наступление на позиции Японии начнётся с островов Южно-Тихоокеанского мандата, но только в том случае, если не возникнет неожиданных проблем (например, нападения в Атлантике).
1938—1940 годы были охарактеризованы сменой американского стратегического мышления. Военно-морской флот отошёл от концентрации на продвижении на запад Тихого океана и осознал новую опасность, представляемую странами «оси». Армия, озабоченная в первую очередь обороной континентальных Штатов, отошла от концентрации на тихоокеанском ТВД, которая доминировала после Первой мировой войны, и стала обращать внимание на Европу. Красный и красно-оранжевый планы более не имели смысла, Атлантический океан приобретал всё большее значение. В условиях разделения мира на два противоборствующих лагеря, предположение о ведении войны без союзников — характерное для всех предыдущих планов — тоже должно было быть пересмотрено. Первый шаг к укреплению американской обороны в Атлантике был сделан, когда директор военного планирования военно-морского флота Ройал Ингерсолл (тогда капитан, впоследствии четырёхзвёздный адмирал) был послан в декабре 1937 года в Лондон для неформального обсуждения условий военно-морского сотрудничества, если оба государства окажутся в состоянии войны с Японией. Неизбежное в ходе таких обсуждений рассмотрение возможности войны с Германией привело к следующим соображениям:
- в случае войны с Германией кригсмарине будет атаковать торговые пути Великобритании в Атлантике, ситуация будет ещё хуже, если в войну вступит Италия;
- французский флот сумеет удержать западное Средиземноморье, но британский флот будет вынужден сосредоточиться на Атлантике;
- вследствие этого у Великобритании не останется сил для действий на Дальнем Востоке;
- однако союз между Великобританией и США позволит США сконцентрироваться на Тихом океане, в то время как британский флот обеспечит безопасность торговых путей в Атлантике. Это распределение военно-морских сил удастся поддерживать даже в том случае, если армия США окажется вовлечена в войну в Европе;
- эта договорённость поддержала в глазах военно-морских стратегов их бо́льшую по сравнению с армией концентрацию на тихоокеанском ТВД.

События в Европе в 1938 году подтвердили правильность американской оценки изменившейся ситуации. После Мюнхенского сговора и заявлений президента Рузвельта и госсекретаря Корделла Халла, КНШ потребовал от планировщиков изучить сценарий, в котором безопасности США будут одновременно угрожать агрессия Германии и Италии в Европе и экспансия Японии на Дальнем Востоке. Впервые после Первой мировой войны военные планы (если не считать нереалистичного красно-оранжевого плана) должны были рассмотреть США в составе коалиции, которая сражается против другой группы государств.

## Апрельский отчёт 1939 года
После шести месяцев работы планировщики рассмотрели положение в мировой политике, оценили вероятность войны и возможные цели гитлеровской коалиции в Европе, а также Японии на Дальнем Востоке, и представили отчёт в апреле 1939 года. «Монументальный» отчёт использовался как основа для военного планирования до нападения Японии на Пёрл-Харбор.
Выводы отчёта включали:
1. Германия и Италия рискнут на открытую агрессию в Западной Европе только если Великобритания и Франция будут поддерживать нейтралитет или потерпят поражение;
2. Япония продолжит экспансию в Китае и Юго-Восточной Азии против интересов Великобритании и США, по возможности мирными методами, но и с применением военной силы, если это будет необходимо;
3. Страны гитлеровской коалиции при благоприятных обстоятельствах будут действовать совместно. В случае активного отпора, возможна мировая война;
4. США в случае войны на двух океанах должны обороняться в Тихом океане, уделив особое внимание защите Гавайев, Панамского канала, а также Карибских островов;
5. Главной задачей военно-морского флота будет удержание под контролем атлантических подходов к Америкам, особенно Южной. Эта задача будет несложной при поддержке Великобритании и Франции, но при отсутствии таковой кооперация с латиноамериканскими странами становится необходимой.

Отчёт предложил создать набор военных планов, по одному для каждой возможной ситуации. Защита территории США имела приоритет, но для обеспечения её требовалось обеспечение безопасности всего западного полушария. Оценивая угрозы в Вест-Индии и Южной Америке как основные, отчёт изменил традиционный для флота упор на тихоокеанский ТВД.
Результатом появления отчёта явилась разработка пяти так называемых «радужных» планов.

## Радужные планы
Пять радужных планов имели единую цель — защиту США и западного полушария от явной или скрытой агрессии стран Оси, но отражали пять возможных сценариев развития ситуации. Все радужные планы предполагали, что:
- США начнут войну без союзников;
- государства Латинской Америки и европейские демократии на начальном этапе будут нейтральны;
- США будет противостоять союзу враждебных государств.

### Радуга 1
Первый план предполагал, что США будут воевать без союзников. США при этом будут поддерживать Доктрину Монро, защищая западное полушарие, начиная от 10-й параллели южной широты, откуда могут возникать угрозы жизненным интересам США. Армия и флот совместными усилиями должны были защищать территорию США, их заморские владения и морскую торговлю. План предусматривал на тихоокеанском ТВД стратегическую оборону по линии Аляска-Гавайи-Панама, которая должна была продолжаться до тех пор, пока изменение обстановки в Атлантике не высвободит силы флота для наступательных действий против Японии.
План был наиболее простым и ограниченным; он определял, однако, условия, выполнение которых было необходимо для реализации остальных планов.

### Радуга 2
Второй план предполагал, что США будут воевать совместно с Великобританией и Францией, при этом вклад США в Европе и Атлантике будет ограниченным, что позволит немедленно начать атакующие действия в Тихом океане.
Обстановка в мире, сложившаяся к лету 1939 года, соответствовала предположениям этого плана: казалось, что Великобритания и Франция обеспечат оборону Атлантики, высвободив часть американского флота для атаки на тихоокеанского врага. В то же время ожидалось, что США обеспечат защиту интересов Великобритании на Дальнем Востоке. В связи с этим у военно-морского флота США появилась необходимость в координации военных планов с Великобританией, и уже в мае 1939 года офицер из планового отдела Британского Адмиралтейства прибыл в Вашингтон для встречи с американскими флотскими планировщиками. Начало войны в Европе в сентябре 1939 года, как казалось, ещё более подкрепило сценарий второго радужного плана, и зимой 1939—1940 года штабисты активно работали над его вариантами. Задача оказалась очень сложной, так как план требовал координации действий с союзниками, а их планы не были известны. Тем не менее, к апрелю 1940 года четыре варианта армейского плана с комментариями флота были подготовлены, и планировщики вынесли запрос о переговорах с Великобританией, Францией и Нидерландами «так скоро, как только позволит дипломатическая обстановка».
Однако в том же месяце Германия напала на Данию и Норвегию, 10 мая начала наступление на Францию, уже через четыре дня прорвав французскую оборону в Арденнах, к концу мая началась эвакуация из Дюнкерка, 10 июня в войну вступила Италия, и ещё через неделю Франция запросила мира. Эти события сделали второй радужный план (как и третий) невыполнимым.

### Радуга 3
Третий план, как и первый, предполагал, что США будут сражаться в одиночку, но предусматривал раннее продвижение американских сил с Гавайев на запад Тихого океана.
Этот план был наиболее близок к «оранжевому».

### Радуга 4
Четвёртый план также предполагал действие США без союзников, но отличался тем, что вооружённые силы США действовали по всей Южной Америке, а также на востоке Атлантического океана. Как и в первом плане, стратегическая оборона на Тихом океане продолжалась до изменения обстановки в Атлантике и высвобождения сил флота для наступательных действий против Японии.
План предполагал нейтралитет Великобритании и Франции (возможно, вследствие агрессии гитлеровского блока) и, подобно, первому радужному плану, концентрировался на защите собственно США; посылка экспедиционных сил в Европу и на запад Тихого океана не предусматривалась.
Первоначально разработка этого плана имела наименьший приоритет, но поражение Франции и угроза Великобритании привели к осознанию необходимости концентрации на защите Западного полушария от европейских стран гитлеровской коалиции, и план был проработан в течение мая 1940 года. Сценарий теперь включал нарушение доктрины Монро Германией и Италией (после нанесения ими поражения Франции и Великобритании и завершения войны в Европе), с одновременной агрессией в Азии. С точки зрения планировщиков, ситуация очень сильно зависела от судьбы французского и английского военно-морских флотов: по этой оценке, в случае захвата кораблей обеих стран страны гитлеровской коалиции достигали паритета с американским флотом и могли начать операции в Западном полушарии уже через 6 месяцев. Те же 6 месяцев требовались для подготовки американского флота, и потому момент утраты французского или английского флотов автоматически оказывался для США датой начала мобилизации.
К середине июня 1940 года планировщики по-прежнему считали, что США будут вынуждены воевать без союзников. По мнению начальников разведки армии и флота, представленному президенту 16 июня, потенциально возможными оставались три стратегических варианта: действия исключительно на тихоокеанском ТВД, поддержка Великобритании и Франции любой ценой, концентрация на защите Западного полушария. Однако в сложившейся ситуации, в условиях недостатка времени, наилучшим вариантом считался четвёртый радужный план. Предлагалось даже прекратить посылку вооружений в Великобританию, так как они могли потребоваться для американской мобилизации. По сути, военное планирование исходило в этот момент из мнения о неизбежности поражения союзников США, невозможности предоставить им военную помощь в количествах, которые могли бы изменить ситуацию, и осознания, что США могут оказаться следующей целью в списке агрессоров.

### Радуга 5
Пятый план предполагал совместные действия с Францией и Великобританией; защита США проводилась так же, как и в первом плане. Предусматривалась ранняя переброска сил для защиты восточной Атлантики и Африки и/или Европы. Во взаимодействии с английскими силами, наступательные операции должны были привести к поражению Германии и Италии, после чего переброска сил в Тихий океан должна была позволить начать наступление против Японии; до этого на тихоокеанском ТВД предполагалась стратегическая оборона.
Этот план оказался ближе всего к ситуации, сложившейся в ходе Второй мировой войны. Он отразил стратегический принцип, который получил позже название Сначала — Европа (en:Europe first) — в случае одновременной войны с европейскими странами гитлеровской коалиции и Японией главным противником будет Германия.
Именно на основе пятого радужного плана адмиралом Старком в ноябре 1940 года был написан План Дог (en:Plan Dog memo), который считается одним из главнейших американских стратегических документов Второй мировой войны. Старк в этом плане чётко связал участь США и Великобритании уже во введении: «если Великобритания одержит решительную победу, у нас появится возможность победы повсюду; но если она проиграет, наши проблемы станут очень тяжёлыми; мы, быть может, и не проиграем повсюду, но, вероятно, нигде не выиграем».

## Другие «цветные» планы
В период с 1900-х по 1930-е командованием армии и флота США была разработана серия «цветных» планов, рассматривающих ситуации войны с различными потенциальными противниками.
- Жёлтый план[6] — план действий по защите американских интересов в Китае, в случае полномасштабного антиевропейского восстания. Предполагал морскую экспедицию и захват десантом Шанхая, а также активные действия канонерских лодок по захвату контроля над реками и каналами Китая.
- Жёлто-коричневый план — схема вторжения на Кубу с целью установления про-американского режима, разработанная в 1920-х на случай, если Куба попадет под влияние какой-либо из европейских наций. Рассматривал общие вопросы интервенции без формального объявления войны.
- Золотой план — разработанный в начале 1920-х годов план войны против Франции, считавшейся в тот момент обладательницей сильнейшей наземной армии мира. План рассматривал ситуацию, при которой Франция (вероятно, в союзе с какой-либо другой европейской державой) воспользуется своими колониями в Западном Полушарии как плацдармами для действий против США.
- Зелёный план[7] — схема действий армии и флота в случае полномасштабной интервенции в Мексику. Разработан в 1919 году на случай нежелательного для США хода гражданской войны в Мексике.
- Коричневый план — схема действий на случай возможного восстания на Филиппинах.
- Фиолетовый план — комплект схем вторжения в различные центральноамериканские республики с целью защиты американских интересов и установления про-американского режима.
- Пурпурный план — аналог фиолетового плана для южноамериканских республик.
- Чёрный план — разработанный в начале XX века план войны против Германии и отражения потенциальной германской агрессии в Западном полушарии. Создатели плана исходили из стремления Германии создать плацдармы в Карибском море и в Центральной Америке и потенциальной возможности того, что в результате конфликтов на европейском континенте в распоряжении Германии могут оказаться колониальные владения иных европейских держав. План предусматривал активные минные постановки и оперирование подводных лодок вблизи потенциальных германских плацдармов в Западном полушарии (для предотвращения высадки) и сосредоточение основных американских военно-морских сил в Новой Англии для обороны стратегически важнейших районов. В 1918 году после поражения Германии и уничтожения германского военно-морского флота план утратил актуальность.
- Белый план — план действий армии и флота на случай крупномасштабного восстания на территории самих США, попытки сецессии отдельных штатов или инспирированных беспорядков.